# Да Нанг
Да Нанг (виј. Đà Nẵng) је град у Вијетнаму и једна од најважнијих лучких градова уз Хо Ши Мин и Хајфонга. Налазу се на обали Јужног кинеског мора, на ушћу реке Хан. Да Нанг је трговачки и образовни центар Централног Вијетнама, са добро заклоњеном и приступачном луком. Његов положај на раскршћу Националног пута А1 и железнице Север-Југ га чини важним саобраћајним чвором. Налази се на мање од 100 km од неколико локалитета Светске баштине Унеска, међу којима су Империјални град Хуе, стари град Хој Ан и рушевине Мај Сон. Град се раније звао Цуа Хан током ране фазе Дај Вијетa, и као Турон током француске колонијалне управе. Да Нанг је четврти највећи привредни центар Вијетнама (после Хо Ши Мина, Ханоја и Хајфонга).
За време Вијетнамског рата у Да Нангу се налазила важна америчка војна база, на месту данашњег аеродрома Да Нанг.
До 1997. град је био део покрајине Кванг Нам-Да Нанг. Да Нанг је 1. јануара 1997. одвојен од покрајине Кванг Нам и постао је један од пет независних општина У Вијетнаму којима управља централна влада. Да Нанг је град прве класе и има већи степен урбанизације од било које друге покрајине или града под управом централне владе. Да Нанг је пети највећи град у Вијетнаму по броју становника. Према резултатима пописа 2009. у граду је живело 887.069 становника.

## Партнерски градови
- Оукланд
- Семаранг
- Питсбург
- Макао